# Farès Ferjani
Farès al-Ferjani (in arabo فارس الفرجاني‎?; Tunisi, 22 luglio 1997) è uno schermidore tunisino, vincitore dell'argento nella sciabola ai Giochi olimpici estivi di Parigi 2024.

## Biografia
È fratello dello schermidore Mohamed Ayoub Ferjani.

## Palmarès
- Giochi olimpici

Parigi 2024: argento nella sciabola individuale
- Giochi panafricani

Brazzaville 2015: oro nella sciabola individuale; argento nella sciabiola a squadre;
Salé 2019: oro nella sciabola individuale; argento nella sciabiola a squadre;
- Campionati africani

Il Cairo 2014: argento nella sciabola a squadre;
Il Cairo 2015: argento nella sciabola a squadre; bronzo nella sciabola individuale;
Il Cairo 2017: oro nella sciabola a squadre; oro nella sciabola individuale;
Il Cairo 2019: oro nella sciabola individuale; argento nella sciabola a squadre;
Il Cairo 2017: oro nella sciabola a squadre; oro nella sciabola individuale;
Casablanca 2022: oro nella sciabola individuale; oro nella sciabola a squadre;
Il Cairo 2023: argento nella sciabola a squadre;